# Фрейм (инженерия знаний)
Фрейм (англ. frame — «каркас» или «рамка») — способ представления знаний в  искусственном интеллекте, представляющий собой схему действий в реальной ситуации. Первоначально термин «фрейм» ввёл Марвин Минский в 70-е годы XX века для обозначения структуры знаний для восприятия пространственных сцен. Фрейм — это модель абстрактного образа, минимально возможное описание сущности какого-либо объекта, явления, события, ситуации, процесса.
Фреймы используются в системах искусственного интеллекта (например, в экспертных системах) как одна из распространенных форм представления знаний.

## Виды фреймов
Различают фреймы-образцы, фреймы-экземпляры, фреймы-структуры, фреймы-роли, фреймы-сценарии, фреймы-ситуации. Система связанных фреймов может образовывать семантическую сеть. Применяются фреймы в экспертных системах и других интеллектуальных системах различного назначения.

## Структура фрейма
Под структурой фрейма понимается способ использования схемы, типичной последовательности действий, ситуативная модификация фрейма. Фрейм, кроме всего прочего, включает определённое знание по умолчанию, которое называется презумпцией.
Фрейм отличает наличие определённой структуры.
Фрейм состоит из имени и отдельных единиц, называемых слотами. Он имеет однородную структуру:
```
 ИМЯ ФРЕЙМА
 Имя 1-го слота: значение 1-го слота
 Имя 2-го слота: значение 2-го слота
 ………………………………
 Имя 
N
-го слота: значение 
N
-го слота
```

В качестве значения слота может выступать имя другого фрейма. Таким образом фреймы объединяются в сеть. Свойства фреймов наследуются сверху вниз, то есть от вышестоящих к нижестоящим через так называемые АКО-связи (от англ. A Kind Of — «разновидность»). Слот с именем АКО указывает на имя фрейма более высокого уровня иерархии.
Незаполненный фрейм называется протофреймом, а заполненный — экзофреймом. Роль протофрейма как оболочки в экзофрейме весьма важна. Эта оболочка позволяет осуществлять процедуру внутренней интерпретации, благодаря которой данные в памяти системы не безлики, а имеют вполне определенный, известный системе смысл.
Слот может содержать не только конкретное значение, но и имя процедуры, позволяющей вычислить его по заданному алгоритму, а также одну или несколько продукций (эвристик), с помощью которых это значение определяется. В слот может входить не одно, а несколько значений. Иногда этот слот включает компонент, называемый фасетом, который задает диапазон или перечень его возможных значений. Фасет указывает также граничные значения заполнителя слота.
Помимо конкретного значения в слоте могут храниться процедуры и правила, которые вызываются при необходимости вычисления этого значения. Среди них выделяют процедуры-демоны и процедуры-слуги. Первые запускаются автоматически при выполнении некоторого условия, а вторые активизируются только по специальному запросу. Если, например, фрейм, описывающий человека, включает слоты ДАТА РОЖДЕНИЯ и ВОЗРАСТ и в первом из них находится некоторое значение, то во втором слоте может стоять имя процедуры-демона, вычисляющей возраст по дате рождения и текущей дате и активизирующейся при каждом изменении текущей даты.
Совокупность фреймов, моделирующая какую-либо предметную область, представляет собой иерархическую структуру, в которую фреймы собираются с помощью родовидовых связей. На верхнем уровне иерархии находится фрейм, содержащий наиболее общую информацию, истинную для всех остальных фреймов. Фреймы обладают способностью наследовать значения характеристик своих родителей, находящихся на более высоком уровне иерархии. Эти значения могут передаваться по умолчанию фреймам, находящимся ниже них в иерархии, но если последние содержат собственные значения данных характеристик, то в качестве истинных принимаются именно они. Это обстоятельство позволяет без затруднений учитывать во фреймовых системах различного рода исключения.
Различают статические и динамические системы фреймов. В системах первого типа фреймы не могут быть изменены в процессе решения задачи, а в системах второго типа это допустимо.
О системах программирования, основанных на фреймах, говорят, что они являются объектно-ориентированными. Каждый фрейм соответствует некоторому объекту предметной области, а слоты содержат описывающие этот объект данные, то есть в слотах находятся значения признаков объектов. Фрейм может быть представлен в виде списка свойств, а если использовать средства базы данных, то в виде записи.